# Swiss Association for Quality
Die Swiss Association for Quality (SAQ) ist ein Schweizer Verband und Kompetenzzentrum für Management Systeme, Personenzertifizierungen und Business Excellence mit Hauptsitz in Bern, welche verschiedene Lehrgänge und Weiterbildungskurse im Qualitätsmanagement anbieten. Die SAQ ist beim SECO als Zertifizierungsstelle akkreditiert.

## Geschichte
1965 wurde der Verband unter der Bezeichnung SAQ Schweizerische Arbeitsgemeinschaft für Qualitätsförderung in Bern gegründet. Erst 2001 ändert sich der Name zu SAQ Swiss Association for Quality. Bereits zwei Jahre nach der Gründung von SAQ wurde der Verband Mitglied bei der Deutschen Gesellschaft für Qualität (DGQ) und vertritt seitdem deren Interessen in der Schweiz.
1976 wurde die erste Sektion, ursprünglich die Sektion «Rheintal» gegründet, die heute jedoch unter der Bezeichnung Sektion «Ostschweiz» läuft. Im Jahr 1994 wurde dann die elfte und bislang letzte Sektion, die Sektion «Valais» ins Leben gerufen. 1983 entstand dann die erste Fachgruppe, die SAQ-Fachgruppe Informatik und erst zwölf Jahre später, also 2005 die zweite Fachgruppe, die Fachgruppe Medizinprodukte. Ab 1994 war die SAQ berechtigt, EOQ-Personalzertifikate zu erteilen und sicherte sich zudem die European Foundation for Quality Management (EQM)-Vertretung für die gesamte Schweiz.

## Tochtergesellschaften
Tochtergesellschaften der SAQ Swiss Association for Quality sind die SAQ-Qualicon AG in Olten und die Ariaq SA in Yverdon-les-Bains.

## Struktur
Heute besteht die SAQ aus ca. 1800 Mitgliedern, davon 80 % Firmenmitglieder des Verbands selbst. Dieser Verband ist in elf Sektionen innerhalb der Schweiz und in zwei Fachgruppen unterteilt.

### Personenzertifizierung
Die SAQ Personenzertifizierung wurde am 30. Mai 1994 von der Schweizerischen Akkreditierungsstelle (SAS) nach SN EN 17024 akkreditiert. Seit 1990 wurden über 17'000 nationale (SAQ), europäische (EOQ) und internationale (Kundenberater Bank, IT im Bereich ISTQB/IREB/ISPMA/UXQB) Zertifikate ausgestellt.
Die Schwerpunkte der Personenzertifizierung der SAQ liegen bei Bank, Informatik, Qualität, Sicherheit und Corporate Governance. Das SAQ Zertifizierungssystem Kundenberater Bank wurde in Zusammenarbeit mit der Schweizer Bankenindustrie entwickelt und wird von der Schweizerische Bankiervereinigung Swiss Banking ihren Mitgliedern empfohlen. Stand 2022 nehmen über 70 Banken aus allen Bankengruppen am SAQ-Zertifizierungs-System teil und decken ca. 75–80 % aller Kundenberater ab.

### Fachgruppe Informatik
Die Fachgruppe Informatik der SAQ beschäftigt sich mit der Vermittlung von Kompetenzen, die für Qualität in softwareintensiven Systemen notwendig sind. Hierzu gibt es fünf Themengebiete:

- Das erste Themengebiet ist der Austausch. Hierbei ist das Ziel die Vernetzung von Menschen mit praktischen Erfahrungen, die dann die Möglichkeit haben, sich untereinander in Bezug auf ihre Erfahrungen auszutauschen. In diesem Kontext gibt es mehrere Arbeitsgruppen, diese treffen sich regelmässig und tauschen sich über bestimmte Themen aus.
- Das zweite Themengebiet ist die Ausbildung. Im Rahmen dieses Themengebietes bietet die SAQ Tagungen und Konferenzen neben bestehenden Ausbildungsangeboten zu entscheidenden Wissensgebieten an.
- Drittes Themengebiet sind IT-Zertifikate. Hierbei wird die Entwicklung bestehender Personenzertifikate gefördert und es werden zudem neue entwickelt. Des Weiteren werden Mitarbeitern diverse, branchenspezifische Zertifizierungen angeboten.
- An vierter Stelle steht die Beobachtung und Auswertung von Trends. Neue und relevante Entwicklungen werden durch Arbeitsgruppen gefördert. Dieses Thema ist eng verwoben mit dem zuerst genannten Thema Austausch.
- Fünftes Themengebiet ist die Öffentlichkeitsarbeit, das ebenfalls eng mit dem Themengebiet Austausch verbunden ist, da die Öffentlichkeitsarbeit primär darin besteht, dass die Arbeitsteams beziehungsweise deren Diskussionsrunden öffentlich sind.[11]

### Fachgruppe Medizinprodukte
Die Fachgruppe Medizinprodukte fokussiert sich auf die Weiterleitung von Fachwissen und Erfahrungen an in der Medizinbranche tätige Personen. Um diesen Informationsaustausch zu ermöglichen, werden Seminare, Veranstaltungen und Presseberichte über Neuigkeiten und Erfahrungen im medizinischen Fachbereich angeboten und gefördert. Des Weiteren wird durch diese Fachgruppe der Zugang zu Spezialisten, die aus der Industrie kommen, ermöglicht.

### Swiss Business Excellence
Die SAQ Business Excellence (BEx) vermittelt in Kooperation mit der European Foundation for Quality Management (EQFM) als Dienstleistungsangebot Business Excellence, ein sogenanntes EFQM-Excellence-Modell an interessierte Mitglieder diverser Unternehmen. Das EFQM-Modell wird angeboten, um eine Weiterentwicklung, Leistungs- und Wettbewerbsfähigkeit von Unternehmen beziehungsweise Organisationen zu fördern. Das EFQM-Anerkennungsprogramm wird hierbei in zwei zu erreichenden Stufen durchgeführt.
Die erste Stufe ist die EFQM-Verpflichtung zur Excellence «C2E» und besteht aus einem Fragebogen zur Selbstbewertung. Ziel ist es, mit diesem einen ersten Stand im Kriterienmodell zu erhalten. Es soll eine Hilfestellung zur Festlegung von drei priorisierten Verbesserungsprojekten geben, welche wiederum zum Erreichen der EFQM-Verpflichtung zur Excellence entscheidend sind. Erweitert wird dieser Fragebogen dann zur EFQM-Verpflichtung zur Excellence «C2E» 2-Stern-Assessment, mittels eines Selbstbewertungstools, ebenfalls zur Vorbereitung und als Voraussetzung zum Erreichen der zweiten Stufe. Dieses Tool ermöglicht eine Datensammlung, die später als Grundlage für die interne Selbstbewertung und das notwendige Bewerbungsdokument verwendet werden soll.
Stufe zwei ist dann die EFQM-Anerkennung für Excellence «R4E». Dies ist ebenfalls eine Selbstbewertung, hier jedoch mittels der Business Excellence Matrix. Mit diesem Tool können verschiedene Prozesse und deren Ergebnisse in Bezug auf die vier Ergebniskriterien des EFQM-Modells dokumentiert werden.